# Čadovlje, Kranj
Čadovlje este o localitate din comuna Kranj, Slovenia, cu o populație de 94 de locuitori.